# Мёдовское сельское поселение
Мёдовское сельское поселение — муниципальное образование Богучарского района Воронежской области России.
Административный центр — посёлок Дубрава.

## Население
| 2000  | 2005  | 2010  | 2012  | 2013  | 2014  | 2015  | 2016  | 2017  |
| ----- | ----- | ----- | ----- | ----- | ----- | ----- | ----- | ----- |
| 1504  | ↘1317 | ↘1183 | ↘1140 | ↘1127 | ↘1109 | ↘1089 | ↘1068 | ↘1052 |
| 2018  | 2019  | 2020  | 2021  |       |       |       |       |       |
| ↗1053 | ↘1041 | ↘1037 | ↗1074 |       |       |       |       |       |

## Населённые пункты
В состав поселения входят:
- посёлок Южный,
- хутор Малёванный,
- село Мёдово,
- село Каразеево,
- посёлок Дубрава.